# Orthostichopsis
Orthostichopsis là một chi rêu trong họ Pterobryaceae.